# Alfred Bowerman
Alfred James Bowerman (Broomfield, Somerset, 22 de novembre de 1873 – Brisbane, Austràlia, 20 de juliol de 1947) va ser un jugador de criquet anglès, que va competir a cavall del segle xix i el segle xx. El 1900 va prendre part en els Jocs Olímpics de París, on guanyà la medalla d'or en la competició de Criquet a XII com a integrant de l'equip britànic.